# Liste d'adaptations d'œuvres littéraires françaises

## Légendes
|  | au cinéma        |
|  | à la télévision  |
|  | Direct-to-video  |
|  | Théâtre          |
|  | Jeu vidéo        |
|  | Comédie musicale |
|  | Ballet           |
|  | Bande dessinée   |

|  | Roman            |
|  | Premier roman    |
|  | Nouvelle         |
|  | Pièce de théâtre |
|  | Conte            |
|  | Poème            |
|  | Bande dessinée   |

## Adaptations
|  | Titre de l'adaptation française Titre original                          | Réalisation                       | Première sortie | Pays d'origine de l'adaptation                                         | Source(s) |  |  | Titre de l'œuvre littéraire (ISBN / Wikisource)                           | Auteur                            | Première publication |
|  | ----------------------------------------------------------------------- | --------------------------------- | --------------- | ---------------------------------------------------------------------- | --------- |  |  | ------------------------------------------------------------------------- | --------------------------------- | -------------------- |
|  | 15 ans et demi                                                          | François Desagnat Thomas Sorriaux | 2008            | Drapeau de la France                                                   | ,         |  |  | Ma fille à 14 ans (ISBN 2290344850)                                       | Vincent Ravalec                   | 2005                 |
|  | 37°2 le matin                                                           | Jean-Jacques Beineix              | 1986            | Drapeau de la France                                                   | [ 3 ]     |  |  | 37°2 le matin (ISBN 2277219517)                                           | Philippe Djian                    | 1985                 |
|  | 99 Francs                                                               | Jan Kounen                        | 2007            | Drapeau de la France                                                   | [ 4 ]     |  |  | 99 Francs (ISBN 2246567610)                                               | Frédéric Beigbeder                | 2000                 |
|  | Aimez-vous Brahms… Goodbye Again                                        | Anatole Litvak                    | 1961            | Drapeau des États-Unis · Drapeau de la France                          | [ 5 ]     |  |  | Aimez-vous Brahms… (ISBN 2070362493)                                      | Françoise Sagan                   | 1959                 |
|  | Les Âmes fortes                                                         | Raoul Ruiz                        | 2001            | Drapeau de la France · Drapeau du Chili                                | [ 6 ]     |  |  | Les Âmes fortes (ISBN 2266192264)                                         | Jean Giono                        | 1950                 |
|  | Les Âmes grises                                                         | Yves Angelo                       | 2005            | Drapeau de la France                                                   | [ 7 ]     |  |  | Les Âmes grises (ISBN 978-2234056039)                                     | Philippe Claudel                  | 2003                 |
|  | La Bataille de la planète des singes Battle for the Planet of the Apes  | J. Lee Thompson                   | 1973            | Drapeau des États-Unis                                                 | [ 8 ]     |  |  | La Planète des singes (ISBN 226613860X)                                   | Pierre Boulle                     | 1963                 |
|  | La Conquête de la planète des singes Conquest of the Planet of the Apes | J. Lee Thompson                   | 1972            | Drapeau des États-Unis                                                 | [ 9 ]     |  |  | La Planète des singes (ISBN 226613860X)                                   | Pierre Boulle                     | 1963                 |
|  | Les Évadés de la planète des singes Escape from the Planet of the Apes  | Don Taylor                        | 1971            | Drapeau des États-Unis                                                 | [ 10 ]    |  |  | La Planète des singes (ISBN 226613860X)                                   | Pierre Boulle                     | 1963                 |
|  | La Planète des singes Planet of the Apes                                | Franklin Schaffner                | 1968            | Drapeau des États-Unis                                                 | [ 11 ]    |  |  | La Planète des singes (ISBN 226613860X)                                   | Pierre Boulle                     | 1963                 |
|  | La Planète des singes Planet of the Apes                                | Tim Burton                        | 2001            | Drapeau des États-Unis                                                 | [ 12 ]    |  |  | La Planète des singes (ISBN 226613860X)                                   | Pierre Boulle                     | 1963                 |
|  | Le Point de mire                                                        | Jean-Claude Tramont               | 1977            | Drapeau de la France                                                   | [ 13 ]    |  |  | Le Photographe (WD) (ISBN 978-0686541097)                                 | Pierre Boulle                     | 1967                 |
|  | Le Pont de la rivière Kwaï The Bridge on the River Kwai                 | David Lean                        | 1957            | Drapeau du Royaume-Uni · Drapeau des États-Unis                        | [ 14 ]    |  |  | Le Pont de la rivière Kwaï (ISBN 2253003557)                              | Pierre Boulle                     | 1952                 |
|  | La Possibilité d'une île                                                | Michel Houellebecq                | 2008            | Drapeau de la France                                                   | [ 15 ]    |  |  | La Possibilité d'une île (ISBN 2213625476)                                | Michel Houellebecq                | 2005                 |
|  | Le Secret de la planète des singes Beneath the Planet of the Apes       | Ted Post                          | 1970            | Drapeau des États-Unis                                                 | [ 16 ]    |  |  | Le Pont de la rivière Kwaï (ISBN 2253003557)                              | Pierre Boulle                     | 1952                 |
|  | L'Amant de poche                                                        | Bernard Queysanne                 | 1978            | Drapeau de la France                                                   | [ 17 ]    |  |  | L'Amant de poche (ISBN 2246002613)                                        | Voldemar Lestienne                | 1975                 |
|  | Nana                                                                    | Jean Renoir                       | 1926            | Drapeau de la France                                                   | [ 18 ]    |  |  | Nana (Wikisource)                                                         | Émile Zola                        | 1880                 |
|  | Nana                                                                    | Dorothy Arzner George Fitzmaurice | 1934            | Drapeau des États-Unis                                                 | [ 19 ]    |  |  | Nana (Wikisource)                                                         | Émile Zola                        | 1880                 |
|  | Nana                                                                    | Christian-Jaque                   | 1955            | Drapeau de la France · Drapeau de l'Italie                             | [ 20 ]    |  |  | Nana (Wikisource)                                                         | Émile Zola                        | 1880                 |
|  | Nana                                                                    | Maurice Cazeneuve                 | 1981            | Drapeau de la France                                                   | [ 21 ]    |  |  | Nana (Wikisource)                                                         | Émile Zola                        | 1880                 |
|  | L'Argent                                                                | Marcel L'Herbier                  | 1928            | Drapeau de la France                                                   | [ 22 ]    |  |  | L'Argent (Wikisource)                                                     | Émile Zola                        | 1891                 |
|  | L'Argent                                                                | Jacques Rouffio                   | 1988            | Drapeau de la France                                                   | [ 23 ]    |  |  | L'Argent (Wikisource)                                                     | Émile Zola                        | 1891                 |
|  | Au Bonheur des Dames                                                    | Julien Duvivier                   | 1930            | Drapeau de la France                                                   | [ 24 ]    |  |  | Au Bonheur des Dames Au bonheur des dames (Wikisource)                    | Émile Zola                        | 1883                 |
|  | Au Bonheur des Dames                                                    | André Cayatte                     | 1943            | Drapeau de la France                                                   | [ 23 ]    |  |  | Au Bonheur des Dames Au bonheur des dames (Wikisource)                    | Émile Zola                        | 1883                 |
|  | Die Bestie im Menschen                                                  | Ludwig Wolff (de)                 | 1920            | Drapeau de la république de Weimar                                     | [ 25 ]    |  |  | La Bête humaine (Wikisource)                                              | Émile Zola                        | 1890                 |
|  | La Bête humaine                                                         | Jean Renoir                       | 1938            | Drapeau de la France                                                   | [ 26 ]    |  |  | La Bête humaine (Wikisource)                                              | Émile Zola                        | 1890                 |
|  | Désirs humains                                                          | Fritz Lang                        | 1954            | Drapeau des États-Unis                                                 | [ 27 ]    |  |  | La Bête humaine (Wikisource)                                              | Émile Zola                        | 1890                 |
|  | La bestia humana (en)                                                   | Daniel Tinayre                    | 1957            | Drapeau de l'Argentine                                                 | [ 28 ]    |  |  | La Bête humaine (Wikisource)                                              | Émile Zola                        | 1890                 |
|  | Cruel Train (en)                                                        | Malcolm McKay                     | 1995            | Drapeau du Royaume-Uni                                                 | [ 29 ]    |  |  | La Bête humaine (Wikisource)                                              | Émile Zola                        | 1890                 |
|  | La Bête humaine                                                         | A. Ille                           | 1989            | Drapeau de la France                                                   | [ 30 ]    |  |  | La Bête humaine (Wikisource)                                              | Émile Zola                        | 1890                 |
|  | Bleu comme l'enfer                                                      | Yves Boisset                      | 1986            | Drapeau de la France                                                   |           |  |  | Bleu comme l'enfer (ISBN 2290327913)                                      | Philippe Djian                    | 1982                 |
|  | Elle                                                                    | Paul Verhoeven                    | 2016            | Drapeau de la France · Drapeau de l'Allemagne · Drapeau de la Belgique |           |  |  | « Oh… » (ISBN 978-207012214-1)                                            | Philippe Djian                    | 2012                 |
|  | Impardonnables                                                          | André Téchiné                     | 2011            | Drapeau de la France                                                   |           |  |  | Impardonnables (ISBN 978-207077462-3)                                     | Philippe Djian                    | 2009                 |
|  | L'amour est un crime parfait                                            | Arnaud et Jean-Marie Larrieu      | 2013            | Drapeau de la France · Drapeau de la Suisse                            |           |  |  | Incidences (ISBN 978-207012212-7)                                         | Philippe Djian                    | 2010                 |
|  | La Belle au bois dormant Sleeping Beauty                                | Clyde Geronimi                    | 1959            | Drapeau des États-Unis                                                 |           |  |  | La Belle au bois dormant La Belle au bois dormant (Perrault) (Wikisource) | Charles Perrault                  | 1697                 |
|  | Au bonheur des ogres                                                    | Nicolas Bary                      | 2013            | Drapeau de la France                                                   |           |  |  | Au bonheur des ogres (ISBN 2070403696)                                    | Daniel Pennac                     | 1985                 |
|  | Arthur et les Minimoys                                                  | Luc Besson                        | 2006            | Drapeau de la France                                                   |           |  |  | Arthur et les Minimoys (ISBN 2910753220)                                  | Luc Besson Céline Garcia          | 2002                 |
|  | La Belle et la Bête Beauty and the Beast                                | Bill Condon                       | 2017            | Drapeau des États-Unis                                                 |           |  |  | La Belle et la Bête (Wikisource)                                          | Jeanne-Marie Leprince de Beaumont | 1757                 |
|  | La Belle et la Bête Beauty and the Beast                                | Gary Trousdale Kirk Wise          | 1991            | Drapeau des États-Unis                                                 |           |  |  | La Belle et la Bête (Wikisource)                                          | Jeanne-Marie Leprince de Beaumont | 1757                 |
|  | La Belle et la Bête                                                     | Jean Cocteau                      | 1946            | Drapeau de la France                                                   |           |  |  | La Belle et la Bête (Wikisource)                                          | Jeanne-Marie Leprince de Beaumont | 1757                 |
|  | La Passion de Dodin Bouffant                                            | Trần Anh Hùng                     | 2023            | Drapeau de la France                                                   | [ 31 ]    |  |  | La Vie et la passion de Dodin-Bouffant, Gourmet (WD) (ISBN 2-9162-6662-3) | Marcel Rouff                      | 2010                 |
|  | Illusions perdues                                                       | Xavier Giannoli                   | 2021            | Drapeau de la France                                                   | [ 32 ]    |  |  | Illusions perdues (ISBN 2-2530-8570-7)                                    | Honoré de Balzac                  | 1837                 |
|  | De nos frères blessés                                                   | Hélier Cisterne                   | 2022            | Drapeau de la France                                                   | [ 33 ]    |  |  | De nos frères blessés (ISBN 978-2-330-06322-1)                            | Joseph Andras                     | 2016                 |
|  | Les Promesses                                                           | Amanda Sthers                     | 2021            | Drapeau de la France · Drapeau de l'Italie                             | [ 34 ]    |  |  | Les Promesses (ISBN 2246855276)                                           | Amanda Sthers                     | 2015                 |

#### Au cinéma
- Catégorie:Œuvre littéraire adaptée au cinéma
- Catégorie:Adaptation d'une œuvre littéraire au cinéma
- Liste de films ayant la littérature pour thème
- Liste de films ayant la peinture pour thème